# Comborhiza
Comborhiza är ett släkte av korgblommiga växter. Comborhiza ingår i familjen korgblommiga växter.
Kladogram enligt Catalogue of Life:
| Comborhiza | \| \| Comborhiza longipes \| \| \| \| \| \| Comborhiza virgata \| \| \| \| |
|            | \| \| Comborhiza longipes \| \| \| \| \| \| Comborhiza virgata \| \| \| \| |
|            | Comborhiza longipes                                                        |
|            |                                                                            |
|            | Comborhiza virgata                                                         |
|            |                                                                            |